# Єзьорани (гміна)
Гміна Єзьорани (пол. Gmina Jeziorany) — місько-сільська гміна у північній Польщі. Належить до Ольштинського повіту Вармінсько-Мазурського воєводства.
Станом на 31 грудня 2011 у гміні проживало 8043 особи.

## Територія
Згідно з даними за 2007 рік площа гміни становила 213.51 км², у тому числі:
- орні землі: 70.00%
- ліси: 18.00%

Таким чином, площа гміни становить 7.52% площі повіту.

## Населення
Станом на 31 грудня 2011:
| Опис     | Загалом | Загалом | Чоловіки | Чоловіки | Жінки | Жінки |
| -------- | ------- | ------- | -------- | -------- | ----- | ----- |
| одиниця  | осіб    | %       | осіб     | %        | осіб  | %     |
| все      | 8043    | 100     | 3944     | 49.04    | 4099  | 50.96 |
| міське   | 3339    | 100     | 1535     | 45.97    | 1804  | 54.03 |
| сільське | 4704    | 100     | 2409     | 51.21    | 2295  | 48.79 |

## Сусідні гміни
Гміна Єзьорани межує з такими гмінами: Барчево, Біскупець, Біштинек, Дивіти, Добре Място, Ківіти, Кольно, Лідзбарк-Вармінський.